# ایگناتس زملوایس
ایگناتس فیلیپ زملوایس یا سِمِلوِیس (آلمانی: Ignaz Philipp Semmelweis, مجاری: Semmelweis Ignác Fülöp؛ زاده ۱ ژوئیه ۱۸۱۸ - درگذشته ۱۳ اوت ۱۸۶۵)، پزشک مجار با نسب آلمانی بود که امروزه او را به عنوان یکی از اولین پیشگامان ضدعفونی می‌دانند. او را با عنوان نجات دهندهٔ مادران نیز می‌شناسند، چرا که دریافت پزشکان با ضدعفونی کردن دست‌هایشان پیش از انجام زایمان می‌توانند نرخ تب زایمان و مرگ مادران را تا مقدار زیادی کاهش دهند. تب زایمان در بیمارستان‌های میانه قرن نوزدهم شایع بوده و با میزان بالای مرگ‌ومیر (۱۰ تا ۳۵ درصد زنان حامله) همراه بوده‌است. سملویس در ۱۸۴۷ هنگام کار در بیمارستان عمومی وین روش شستشوی دست‌ها پیش از زایمان با کلسیم هیپوکلریت را ارائه داد؛ در این بیمارستان نرخ مرگ‌ومیر مادران در حین زایمان به‌دست پزشکان، سه برابر بیشتر از قابله‌های بیرون از بیمارستان بود. او کتابی نوشت و نتایج کارش را در آن منتشر کرد.
علی‌رغم آشکار بودن کاهش مرگ‌ومیر به زیر ۱٪ با روش سملویس، جامعهٔ پزشکی آن زمان تحقیقات و نتایج کارهای او را نپذیرفتند. برخی پزشکان از اینکه سملویس به آن‌ها پیشنهاد شستن دستانشان را پیش از زایمان می‌داد ناراحت می‌شدند و سملویس نمی‌توانست با آموخته‌های علمی پزشکی آن زمان پاسخی علمی به آن‌ها بدهد.
کسی نه تنها روش سملویس را پی نگرفت بلکه او را در سال ۱۸۶۵ به تیمارستان فرستادند. ۱۴ روز بعد، در آنجا به‌دست نگهبانان مورد ضرب و شتم قرار گرفت و در سن ۴۷ سالگی درگذشت. روش سملویس سال‌ها پس از مرگش گسترش یافت، زمانی‌که لویی پاستور توانست نظریه میکروبی بیماری‌ها را ارائه دهد و جوزف لیستر کار بر روی میکروب‌شناسی را آغاز کرد.
امروزه از عبارت واکنش زملوایس برای یاد کردن واکنش‌ها در برابر شواهد یا دانش جدیدی استفاده می‌شود که با قواعد شناخته‌شده و عقاید روزگار مطابقت ندارد.

## مرگ

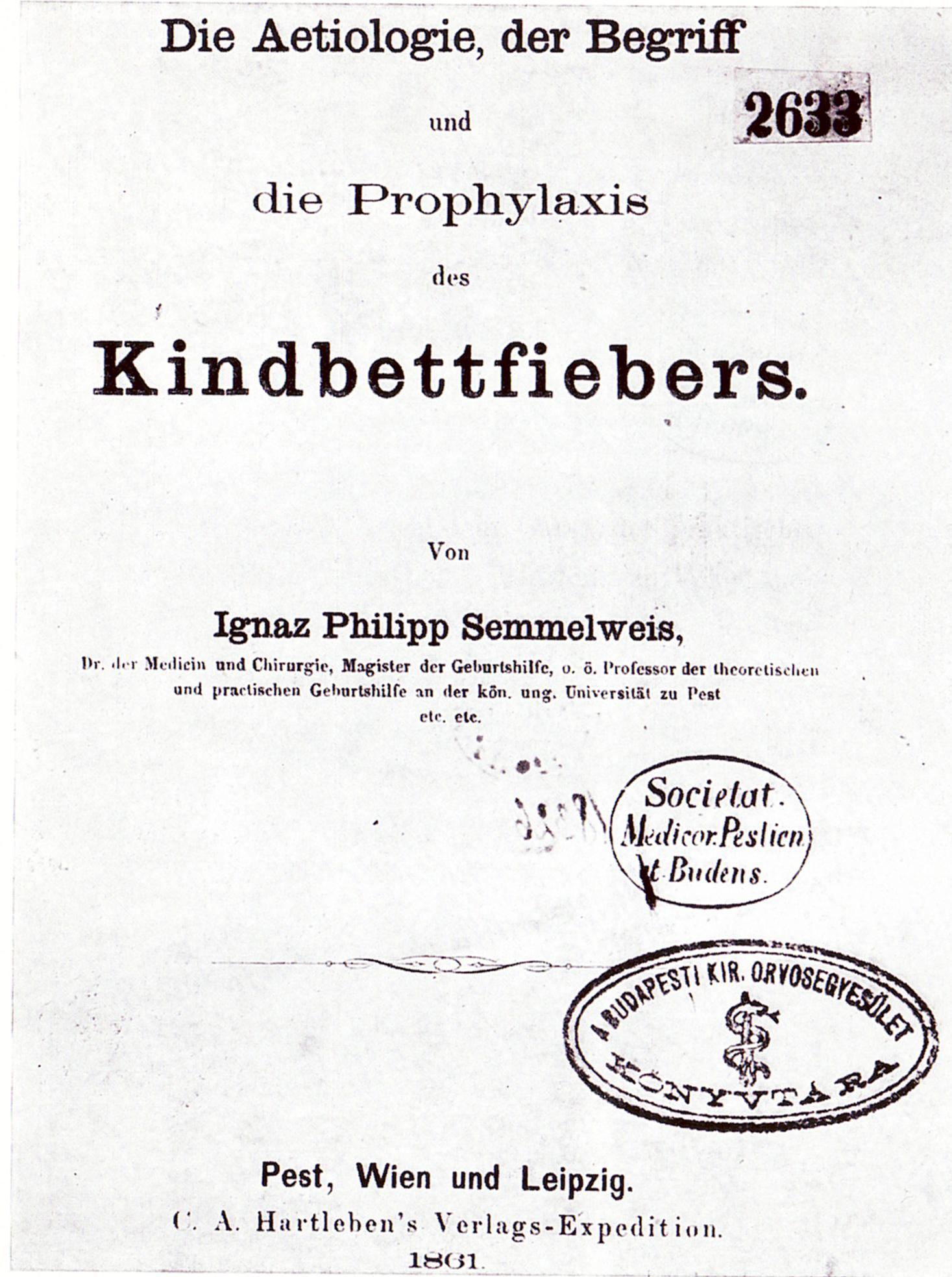
جلد کتاب اصلی او با نام Die Ätiologie, der Begriff und die Prophylaxis des Kindbettfiebers، ۱۸۶۱ میلادی

در سال ۱۸۶۱ پس از عدم قبولی نظریه‌اش دچار افسردگی شد. نقاشی‌هایی که از او بین سال‌های ۱۸۵۷ تا ۱۸۶۴ کشیده شده نشان‌دهندهٔ پیر شدن سریع او است. مقاله‌هایی در رد نظریه‌اش منتشر شد و او نامه‌هایی آتشین در پاسخ آن‌ها نوشت و به پزشکان متخصص زایمان در سراسر اروپا فرستاد. سملویس که برای زندگی مادران ناراحت بود در نامه‌های تندش، منتقدانش را «قاتلان مسئولیت ناپذیر» یا «نادان» خطاب می‌کرد و خواستار جلسات رو در رو برای اثبات نظریه‌اش بود.
در ۱۸۶۵، یانوش بالاشا، پزشک جراح و از شخصیت‌های برجسته جامعه پزشکی آن زمان درخواست انتقال سملویس به بیمارستانی روانی را داد. در ۳۰ ژوئیه همان سال شخصی او را با پیشنهاد رفتن به یکی از کلینیک‌های زایمان وین فریب داد و به بیمارستان روانی منتقل کرد. هنگامی که خواست آنجا را ترک کند به شدت به‌دست نگهبانان مورد ضرب و شتم قرار گرفت و به او تنگ‌پوش پوشانیدند و در سلولی تاریک زندانی کردند. او دو هفته بعد، در ۱۳ اوت ۱۸۶۵ در سن ۴۷ سالگی بر اثر زخم قانقاریا که احتمالاً پس از ضرب و شتم نگهبانان به وجود آمده بود در تیمارستان درگذشت. کالبدشکافی او، جراحت‌های داخلی گسترده و عفونت خون را علت مرگ دانست.
زملوایس در ۱۵ اوت ۱۸۶۵ در وین به خاک سپرده شد و افراد کمی در تشییع جنازه او شرکت داشتند. قوانین جامعه پزشکی آن زمان وین چنین بود که اگر پزشکی درمی‌گذشت جامعه پزشکی برای او مجلس یادبود می‌گرفت اما این کار صورت نگرفت و از مرگ او نامی نیز برده نشد.
پس از مرگ او یانوش دیشِر را جانشین او در کلینیک زایمان دانشگاه بوداپست کردند و بلافاصله نرخ مرگ‌ومیر مادران در آن کلینیک از ۱٪ به ۶٪ افزایش یافت اما هیچ بحثی در این‌باره صورت نگرفت.

## میراث
شستشوی دست با کلر بیش از آنچه سملویس تصور می‌کرد در نجات بیماران تأثیرگذار بود. شواهد تجربی او فقط با تأخیر مورد استقبال گسترده قرار گرفت. بیش از بیست سال بعد، لویی پاستور نظریه میکروبی بیماری‌ها را برای مشاهدات سملویس ارائه کرد.

### یادبودها
قدیمی‌ترین و بزرگ‌ترین دانشگاه علوم پزشکی در مجارستان، بوداپست به یاد وی دانشگاه سملویس نامگذاری شده‌است.

در سال ۱۸۹۱، باقی‌ماندهٔ جسدش را به بوداپست منتقل کردند. در ۱۱ اکتبر ۱۹۶۴ بار دیگر باقی‌ماندهٔ جسدش را به خانه‌ای که در آن زاده شده بود به بوداپست منتقل کردند که امروز، موزه و کتابخانه است.

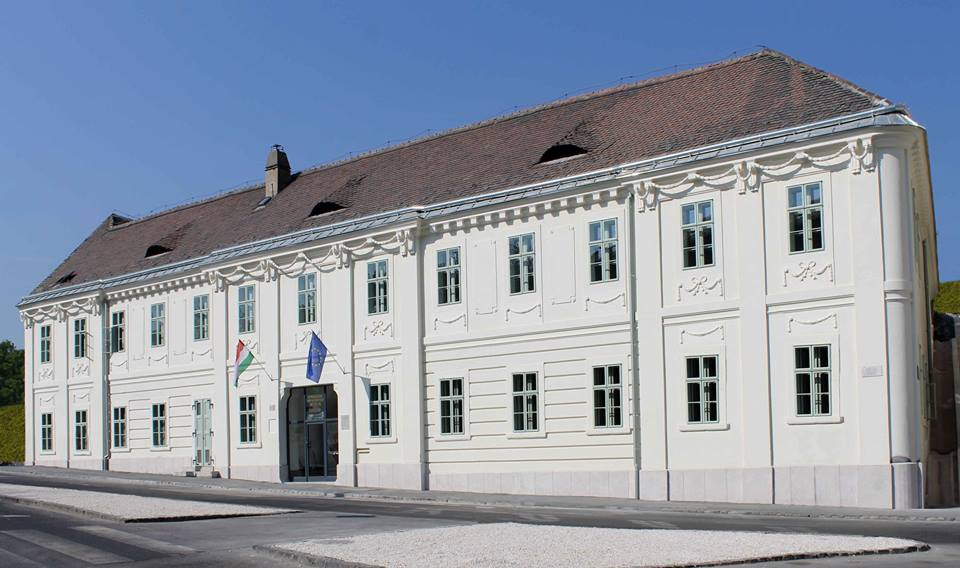
موزهٔ سملویس در بوداپست
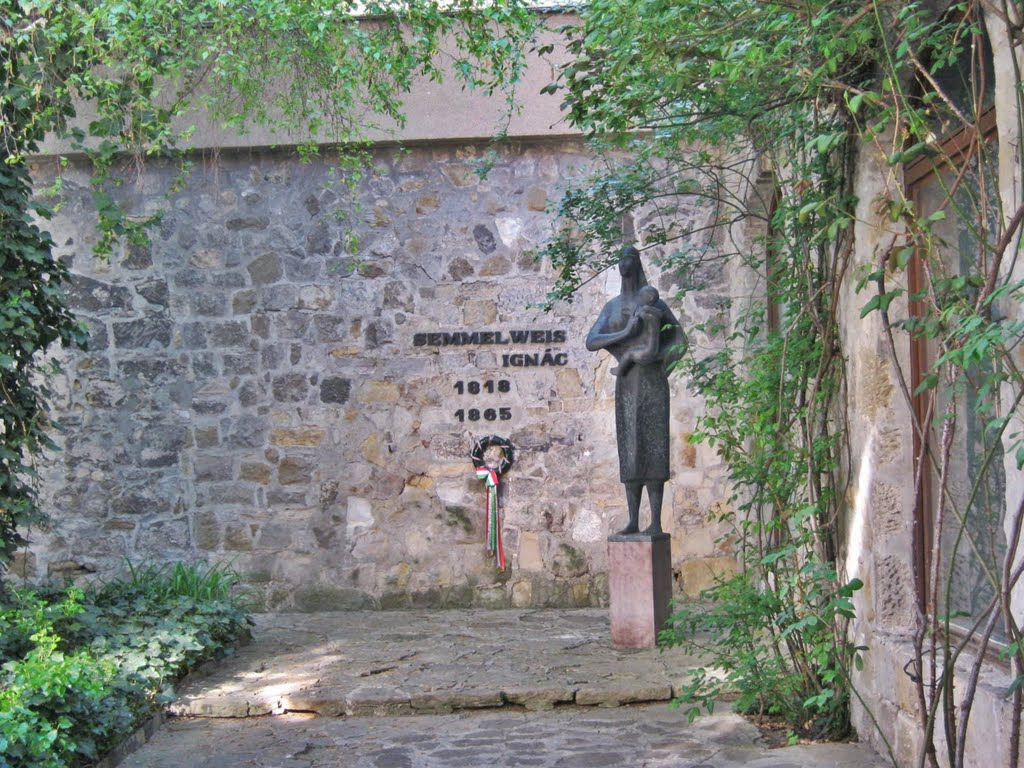
آرامگاه سملویس در باغ موزه
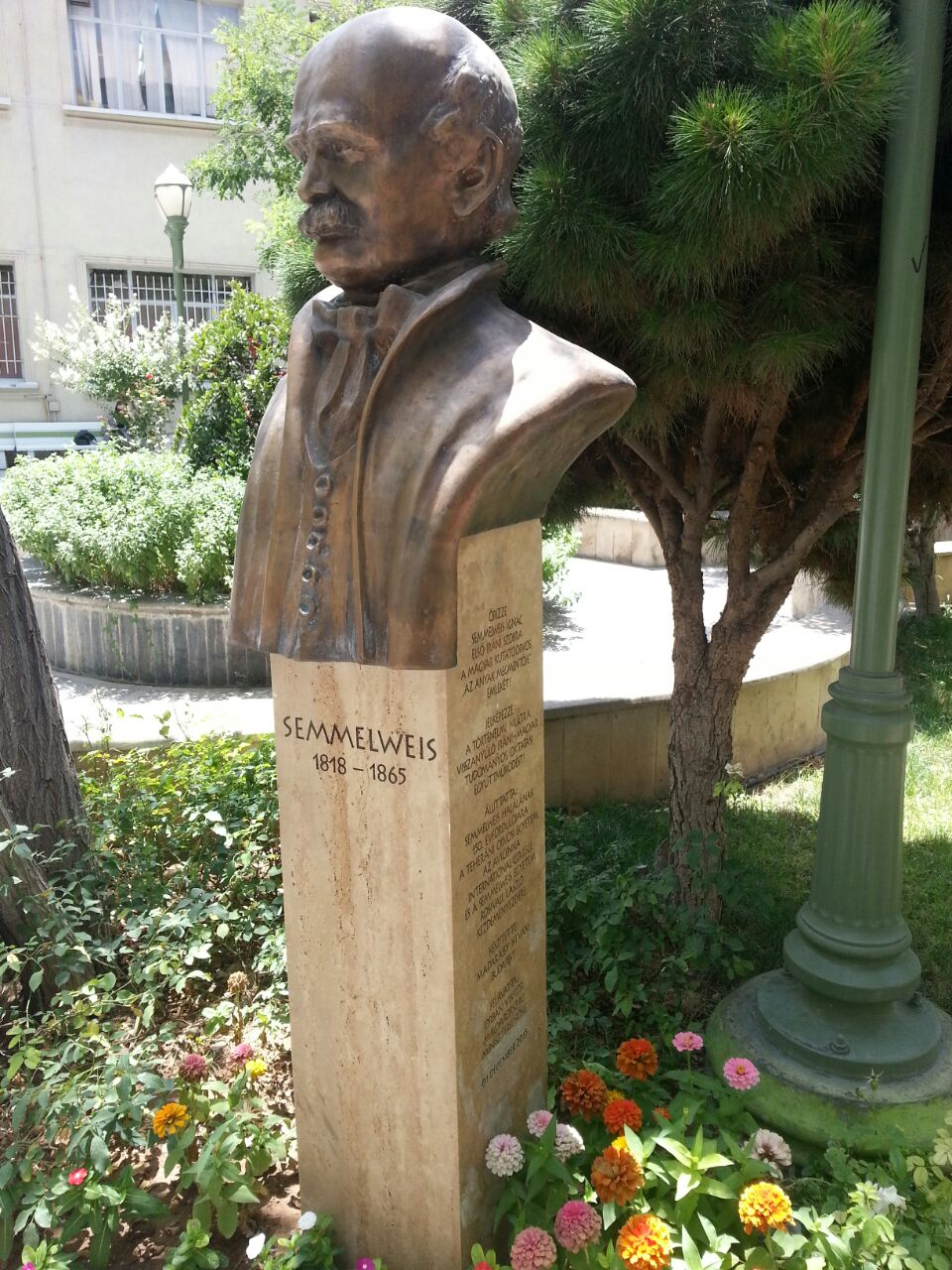
تندیس سملویس در دانشگاه تهران
سکه‌های یادبود سال ۲۰۰۸، سکه طلای ۵۰ یورویی

### فیلم‌ها
- آن مادر ممکن است زنده بماند (۱۹۳۸)، آمریکا به کارگردانی فرد زینمان؛ اسکار بهترین فیلم کوتاه
- سملویس (۱۹۴۰)، مجارستان، به کارگردانی آندری دی‌تاث
- زملوایس ناجی مادران (۱۹۵۰)، آلمان شرقی به کارگردانی گئورگ کلارن
- ایگناتس زملوایس، پزشک زنان (۱۹۸۹)، آلمان غربی، اتریش و مجارستان (پخش از شبکه زد د اف/ORF) به کارگردانی میشائیل فرهوفن و بازی هاینر لاوترباخ
- زملوایس (۱۹۹۴)، هلند به کارگردانی Floor Maas
- سملویس (۱۹۹۵)، فرانسه و لهستان به کارگردانی Roger Andrieux و بازی فیلیپ ولته
- سملویس (۲۰۰۱ فیلم کوتاه)، آمریکا و اتریش به کارگردانی Jim Berry
- سملویس (۲۰۲۳)، مجارستان به کارگردانی لایوش کولتائی

### درام / نمایشنامه
- دشمن مردم، درام اثر هنریک ایبسن. قهرمان داستان، پزشکی که هم با میکروب‌ها و هم با طرد اجتماعی مبارزه می‌کند، اقتباس آزادی از زندگی‌نامه سملویس.

## یادداشت
1. ↑  در مجارستان